# 2018年2月逝世人物列表
2018年逝世人物列表：1月 - 2月 - 3月 - 4月 - 5月 - 6月 - 7月 - 8月 - 9月 - 10月 - 11月 - 12月
2018年2月逝世人物列表，是用于汇总2018年2月期间逝世人物的列表。

## 依日期排序

### 28日
- 陈小鲁，71岁，中国元帅陈毅之子，商人，死於心肌梗死。[1]
- 黎兆榮（英语：Lye Siew Weng），77岁，馬來西亞政治人物，曾任檳城州議會副議長。死於骨癌。[2]
- 崔箕善（朝鲜语：최기선），72歲，韓國政治人物，前韓國國會富川市代表議員（朝鲜语：부천시의 국회의원）。[3]
- 基思·英格蘭（英语：Keith English (politician)），50歲，美國政治人物，前密苏里州众议院議員，用槍自殺。[4]
- 馬克·L·馬克斯（英语：Marc L. Marks），91歲，美國政治人物，前美國眾議院賓夕法尼亞州第二十四國會選區（英语：Pennsylvania's 24th congressional district）代表議員。[5]

### 27日
- 郏宗培，68岁，中國出版人、前上海文艺出版社总编辑。[6]
- 金京勋，57岁，中国学者，中国作家协会会员，延边作家协会兼职副主席。[7]
- 孙季侬，86岁，中国评剧编剧、作曲家，原唐山市戏曲研究所研究员。[8]
- 史蒂夫·福克斯（英语：Steve Folkes），59歲，澳洲聯盟式橄欖球運動員（坎特伯雷-班克斯敦鬥牛犬（英语：Canterbury-Bankstown Bulldogs）、赫爾足球俱樂部（英语：Hull F.C.）、新南威爾士聯賽隊（英语：New South Wales rugby league team）），死於心臟病發。[9]
- 盧西亞諾·本傑明·梅內德斯（英语：Luciano Benjamín Menéndez），90歲，阿根廷軍官和被定罪的侵犯人權者。[10]

### 26日
- 谢逢松，85岁，中国剧作家。[11]
- 李华生，74岁，中国水墨画家。[12]
- 菊池敏行（日語：菊池 敏行），71岁，日本政治家。死於呼吸衰竭。[13]
- 李柏光，49歲，中國大陸維權律師。死於肝癌。[14]
- 米斯·博曼（英语：Mies Bouwman），88歲，荷蘭電視節目主持人。[15]
- 胡安·伊達爾戈·科多尼（英语：Juan Hidalgo Codorniu），90歲，西班牙作曲家。[16]
- 揚·庫奇亞克，27歲，斯洛伐克記者，與其未婚妻遭殺害。（遺體發現日期）
- 連枝賢，85歲，台灣列車駕駛，曾任台灣鐵路管理局的飛快車、光華號、自強號首批司機員。死於感冒併發症。[17]

### 25日
- 马鸿增，78岁，中國美術理論家，曾任江苏省美术馆副馆长等職。[18]
- 戴复东，89岁，中国建筑学与建筑设计专家，中国工程院院士。[19]
- 边长泰，87岁，东北财经大学工商管理学院教授，全国政协原常委、民革大连市原主委。[20]
- 姚世官，83岁，中国官员，原国家体委助理巡视员。[21]
- 丹·费根（英語：Dan Fegan），56歲，美國體育經紀人。[22]
- 辛西婭·海梅爾（英语：Cynthia Heimel），70歲，美國專欄作家和幽默作家，死於認知障礙症併發症。[23]
- 伯頓·利蘭（英语：Burton Leland），69歲，美國政治人物，前密歇根州参议院及众议院議員，死於癌症。[24]
- 艾瑪·錢伯斯（英語：Emma Chambers），53歲，英國女演員，曾於電影《新娘百分百》演飾一角。[25]

### 24日
- 杨光勤，82岁，中華人民共和國政治人物，原南京市高淳县人大常委会主任。[26]
- 杨汝岱，91歲，中華人民共和國政治人物，曾任中国共产党第十三届中央政治局委员等職。[27]
- 徐昌酩，89岁，中国画家。死於心肌梗塞。[28]
- 王光中，96岁，中華人民共和國政治人物，辽宁省人大常委会原主任。[29]
- 吴百锋，55岁，中国学者，复旦大学计算机科学技术学院教授，原计算机与信息技术系主任。[30]
- 田珍，108岁，中国耳鼻喉医学专家，青岛市市立医院原副院长。[31]
- 杨宏科，56岁，中国作家，中国作家协会会员，陕西作家协会副主席、陕西师范大学文学院教授。[32]
- 杨得根，81岁，台灣企業家，德昌集团创办人及裕国集团总裁。[33]
- 谢尔盖·列奥尼多维奇·齐赫文斯基（俄語：Серге́й Леони́дович Ти́хвинский），99岁，俄罗斯历史学家、外交家、汉学家。[34]
- 格圖利·阿爾維尼（英语：Getulio Alviani），78歲，意大利畫家。[35]
- 什穆埃爾·奧爾巴赫（英语：Shmuel Auerbach），86歲，以色列哈雷迪拉比，死於心臟病。[36]
- 柏德·洛奇（英语：Bud Luckey），83歲，美國動畫師、皮克斯資深員工，自然死亡。[37]
- 詩麗黛瑋，54歲，印度知名電影女演員。意外遇溺，死於心血管疾病。[38]
- 趙庸中（朝鲜语：조용중），88歲，韓國記者。[39]

### 23日
- 恩莎·寇司比（英语：Ensa Cosby），44歲，美國演員，比爾·寇司比的女兒，死於腎臟疾病。[40]
- 丹尼·弗洛倫西奧（英语：Danny Florencio），70歲，菲律賓籃球運動員（豐田（英语：Toyota Super Corollas）、克里斯帕紅衣男子（英语：Crispa Redmanizers）、U/Tex牧馬人（英语：U/Tex Wranglers）），死於心臟病發。[41]
- 多諾萬·麥克利蘭德（英语：Donovan McClelland），69歲，北愛爾蘭政治人物。[42]
- 路易斯·吉爾伯特（英語：Lewis Gilbert），97歲，英國電影導演。[43]
- 徐思益，91岁，中国语言学家、新疆大学教授。[44]
- 宋醒民，89岁，原江西财经学院院长，教授。[45]

### 22日
- 福格斯（英语：Forges (cartoonist)），76歲，西班牙漫畫家（《星期四（英语：El Jueves）》、《十六報（英语：Diario 16）》、《国家报》），死於胰腺癌。[46]
- 彼得·科特（英语：Peter Kocot），61歲，美國政治人物，前马萨诸塞州众议院議員。[47]
- 理查·爱德华·泰勒（英語：Richard Edward Taylor），88歲，加拿大物理學家，1990年諾貝爾物理學獎得主。[48]
- 李菁（本名李國瑛），69歲，香港邵氏電影演員。（發現遺體日期）[49]
- 施介強，60歲，香港電影演員及前香港電台節目主持。死於糖尿病。[50]
- 郭潤直（朝鲜语：곽윤직），92歲，韓國民法學家。[51]
- 禹炳奎（朝鲜语：우병규），88歲，韓國政治人物，前韓國國會馬山市代表議員（朝鲜语：마산시의 국회의원）。[52]
- 骆伟，82岁，中国图书馆学家，中山大学资讯管理学院教授。[53]
- 刘准，102岁，北京卫戍区正军职离休干部、空军原第4军副军长。[54]

### 21日
- 杨启秋，74歲，柬埔寨著名侨领，柬华理事总会永远名誉会长。[55]
- ，99歲，美國著名佈道家、牧師。[56]
- 仇志強（英語：Chow Chee Keong），69歲，馬來西亞華裔足球運動員，有「亞洲鋼門」之稱，死於前列腺癌。[57]
- 大杉漣（日語：大杉 漣），66岁，日本演员。死於急性心脏衰竭。[58]
- 車明旭（朝鲜语：차명욱），46歲，韓國演員。[59]
- 愛瑪·錢伯斯（英语：Emma Chambers），53歲，英國女演員。曾和男演員休·格兰特演出經典愛情片《摘星奇緣》（Notting Hill）。[60]
- 塞爾達·達普拉諾（英语：Zelda D'Aprano），90歲，澳洲政治活動家。[61]
- 朱塞佩·圖里尼（英语：Giuseppe Turini），90歲，意大利政治人物，前共和国参议院議員。[62]

### 20日
- 谷田利景（日語：谷田 利景），91岁，日本企业家。Pokka Corporation（今POKKA SAPPORO FOOD & BEVERAGE LTD）創辦人。死於肺炎。[63]
- 伊達治一郎（日語：伊達 治一郎），66岁，日本摔跤运动员。1976年加拿大蒙特利爾奧運金牌得主。跌倒身亡。[64]
- ssamba，33歲，韓國女性漫畫家，知名作品《怦然心情》。[65]
- 金子兜太（日语：金子兜太），98歲，日本俳句詩人。[66]
- 朱迪·布萊姆（英语：Judy Blame），58歲，英國造型師和藝術總監。[67]
- 江天文（英語：Fr. John Geitner），90歲，於香港深水埗聖方濟各天主堂任職的美籍德國神父。睡夢中去世。[68]
- 德威特·黑爾（英语：DeWitt Hale），100歲，美國政治人物，前德克薩斯州眾議院（英语：Texas House of Representatives）議員。[69]
- 崔屹（韓語：최흘），82歲，韓國配音員。[70]

### 19日
- 杨心恒，86岁，中国社会学家。[71]
- 侯煥玲，95歲，香港女演員。[72]
- 張浚生，81歲，中華人民共和國政治人物，曾任新華社香港分社副社長、浙江大學黨委書記等職。死於心臟病。[73][74]
- 鄭貞銘，81歲，台灣大眾傳播學者。[75]
- 弗洛斯·康斯坦丁努（英语：Flóros Constantínou），66歲，希臘政治人物、經濟與歷史學家，前希腊议会議員。[76]
- 馬克斯·德斯佛（英语：Max Desfor），104歲，美國戰地攝影記者、普立茲獎得主。[77]
- 托馬斯·洛克哈特（英语：Thomas Lockhart），82歲，美國政治人物，前懷俄明州眾議院議員。[78]
- 羅伯特·麥金（英语：Robert McKim (Wyoming politician)），72歲，美國政治人物，前懷俄明州眾議院議員。[79]

### 18日
- 张立德，93岁，中国拳击运动员。[80]
- 施文芳，72岁，中国化学家，中国科学技术大学教授。[81]
- 邵隆图，73岁，中国广告业泰斗，上海九木传盛广告有限公司董事长。[82]
- 古特·布洛伯爾（德語：Günter Blobel），81歲，德裔美国生物学家，1999年诺贝尔生理学或医学奖得主。[83]
- 佩吉·庫珀·卡夫里茨（英语：Peggy Cooper Cafritz），70歲，美國社會活動家和教育家，前艾靈頓公爵藝術學院（英语：Duke Ellington School of the Arts）創辦人之一，死於肺炎併發症。[84]
- 迪迪埃·洛克伍德（英语：Didier Lockwood），62歲，法國爵士樂小提琴家，死於心臟病發。[85]
- 納齊夫·穆吉克，48歲，波斯尼亚和黑塞哥维那電影演員，憑電影《三不管人生》於2013年第63屆柏林影展上贏得最佳男演員銀熊獎。[86]

### 17日
- 金維諾，93歲，中國美術史家、敦煌學家，中央美术学院教授。[87]
- 肯尼思·凱斯特（英语：Kenneth Kester），83歲，美國政治人物，前科罗拉多州众议院與参议院議員。[88]
- 勞佩·薩卡瑞（英语：Rapee Sagarik），95歲，泰國蘭花學家。[89]

### 16日
- 拿破崙·阿布烏娃（英语：Napoleon Abueva），88歲，菲律賓雕刻家，獲國家視覺藝術家（英语：National Artist of the Philippines）名銜。[90]
- 哈里·R·帕爾基（英语：Harry R. Purkey），83歲，美國政治人物，前弗吉尼亞州眾議院議員。[91]
- 奥斯瓦尔多·苏亚雷斯，83岁，阿根廷田径运动员。[92]

### 15日
- 赵守训，95岁，中国药物化学家、中草药学家、药学教育家。[93]
- 林錦芳，68歲，台灣司法界人物，曾任司法院秘書長等職，死於心臟病。[94]
- 押頓·阿利諾維（英语：Abdon Alinovi），94歲，意大利政治人物，前众议院議員。[95]
- 托蘇·貝拉克（英语：Tosun Bayrak），94歲，土耳其作家和藝術家。[96]
- 彭淮棟，65歲，臺灣翻譯家。[97]
- 小曾根實（日語：小曽根 実），83歲，日本爵士樂家。[98]
- 達娃·德姆，73岁，不丹官僚。[99]

### 14日
- 安格斯·布萊克（英语：Angus Black），92歲，蘇格蘭橄欖球運動員（英愛之獅（英语：British and Irish Lions）、蘇格蘭國家隊）。[100]
- 克拉斯·埃爾姆斯泰特（英语：Claes Elmstedt），89歲，瑞典政治人物，前瑞典議會議員及基礎設施部部長（英语：Minister for Infrastructure (Sweden)）。[101]
- 吕德·吕贝尔斯（荷蘭語：Ruud Lubbers），78歲，前荷蘭首相（1982-1994）。[102]
- 路祥安，67歲，香港中華能源基金會副秘書長，在董建華任行政長官時期任職行政長官辦公室高級特別助理。死於流感併發症。[103]
- 摩根·茨萬吉拉伊（英語：Morgan Tsvangirai），65歲，辛巴威前總理，死於結腸癌。[104]
- 李鎬演（朝鲜语：이호연），64歲，韓國音樂製作人。[105]
- 邊雲波，92歲，中國基督教傳道人，著名長詩《獻給無名的傳道者》作者。[106]
- 乐志强，81岁，中国学者，中山大学哲学系教授。[107]

### 13日
- 約瑟夫·博內爾（英语：Joseph Bonnel），79歲，法國足球員（马赛奥林匹克、法國國家隊）。[108]
- 亨里克亲王（丹麥語：Henrik, Prinsgemalen），83歲，丹麥女王瑪格麗特二世的丈夫。[109]
- 桑德拉·洛夫（英语：Sandra Love），72歲，美國政治人物，前新泽西州众议院議員。[110]
- 周人厚，95岁，中国骨科专家、原北京大学第一医院骨科主任。[111]
- 安贻美，87岁，中国政治人物，开封市人大常委会原主任。[112]

### 12日
- 馬蒂·艾倫（英语：Marty Allen），95歲，美國演員和喜劇演員（艾倫和羅西（英语：Allen & Rossi）），死於肺炎併發症。[113]
- 罗豪才，83歲，中国著名归侨、法学家、教育家和社会活动家，中国人民政治协商会议第九届、十届全国委员会副主席，中国致公党第十一届、十二届中央委员会主席。[114]
- 阿都马南，69岁，马来西亚彭亨州巴耶勿刹国阵巫统国会议员。[115]
- 格蘭特·麥克布賴德（英语：Grant McBride），68歲，澳洲政治人物，前新南威爾斯議會（英语：Parliament of New South Wales）議員，死於腦退化症。[116]
- 李寬哲（朝鲜语：이관철），62歲，韓國圍棋棋士。[117]

### 11日
- 张鹤龄，92岁，中华人民共和国政治人物，中国民主建国会会员。[118]
- 喬恩·D·福克斯（英语：Jon D. Fox），62歲，美國政治人物，前美國眾議院賓夕法尼亞州第十三國會選區（英语：Pennsylvania's 13th congressional district）代表議員，死於癌症。[119]
- 艾西瑪·賈汗吉爾，66歲，巴基斯坦人權活動家和律師，前巴基斯坦最高法院律師協會（英语：Supreme Court Bar Association of Pakistan）主席與伊朗人權問題特別報告員（英语：Special Rapporteur on Human Rights in Iran），死於心臟病發。[120]
- 孫樞，85歲，中国地质学家，中国科学院院士，曾任国家自然科学基金委员会副主任。[121]

### 10日
- 勞倫斯·伯福德爵士（英语：Lawrence Byford），92歲，英國警官和作家，前警察總督察（英语：Her Majesty's Inspectorate of Constabulary and Fire & Rescue Services）。[122]
- 約翰·穆爾（英语：John Muir (judge)），73歲，澳洲法官。[123]
- 石牟禮道子（日语：石牟礼道子），90歲，日本女性作家，代表作為描寫水俁症受害實態的小說《苦海淨土》。[124]
- 李雪文，90歲，中國「天安門母親」核心成员之一，死於器官衰竭。[125]

### 9日
- 雷·鮑姆（英语：Ray Baum），62歲，美國政治人物、律師和說客（NAB），前俄勒冈州众议院議員，死於癌症。[126]
- 瑞吉·E·凱西（英语：Reg E. Cathey），59歲，美國演員，曾出演美劇《紙牌屋》。[127]
- 約翰·蓋文（英語：John Gavin），86歲，美國電影演員，曾任駐墨西哥大使（英语：United States Ambassador to Mexico）。[128]
- 約翰·約翰森，48歲，冰島作曲家。[129]
- 利姆·米拿（英語：Liam Miller），36歲，愛爾蘭職業足球員。[130]
- 愛德華·皮爾斯（英语：Edward Pearce (journalist)），78歲，英國政治記者和作家。[131]
- 李仲林，84岁，中国舞蹈艺术家，中国第一部民族舞剧《宝莲灯》编导。[132]

### 8日
- 贾罗德·班尼斯特（英語：Jarrod Bannister），33歲，澳洲田徑運動員、該國的標槍紀錄保持人。[133]
- 阿吉諾·吉拉迪（英语：Agenor Girardi），66歲，巴西羅馬天主教主教，前天主教乌尼昂-达维多利亚教区主教。[134]
- 約翰·馬丁科維奇（英语：John Martinkovic），91歲，美國美式足球運動員（绿湾包装工、纽约巨人）。[135]
- 汗·赛义德·沙伊纳（英語：Khan Said Sajna），巴基斯坦塔利班副首領，被美軍無人機炸死。[136]
- 占歷傑（英語：James D. Leggett），78歲，國際五旬節聖潔會前主理主教。[137]
- 刘泽华，83歲，中国思想史学者、南开大学历史学教授。[138][139]

### 7日
- 王冠君，99岁，板胡演奏家。[140]
- 姚纪文，88岁，哈尔滨工业大学自动控制学科的创始人之一，教授。[141]
- 李禾，84岁，中国作家，中国作家协会会员，甘肃省作家协会原副主席。[142]
- 約翰·佩里·巴洛（英語：John Perry Barlow），70歲，美國詩人、評論家，電子前哨基金會（EFF, Electronic Frontier Foundation）共同創辦人。[143]
- 伯納德·達爾梅特（英语：Bernard Darmet），72歲，法國奧運單車手（1968年）。[144]
- 納比·塞恩索伊（英语：Nabi Şensoy），72歲，土耳其外交官，前駐美國大使。[145]
- 派特·托培（英语：Pat Torpey），64歲，美國搖滾音樂家、大人物（Mr. Big）樂團鼓手。[146]

### 6日
- 饒宗頤，100歲，香港漢學大師。[147]
- 金韩一（韓語：김한일），27岁，韩国歌手。病逝。[148]
- 莉納·博多克（英语：Liliana Bodoc），59歲，阿根廷作家（《邊境的冒險故事（英语：La Saga de los Confines）》），死於心臟病發。[149]
- 喬·諾倫伯格（英语：Joe Knollenberg），84歲，美國政治人物，前美國眾議院密歇根州第九與第十一（英语：Michigan's 11th congressional district）國會選區代表議員，死於腦退化症。[150]

### 5日
- 乾德門，74岁，台灣男演員。死於肺癌。[151]
- 謝博生，77歲，台灣醫師、醫學教育家，曾任台大醫學院院長等職。死於腦中風。[152]
- 西迪克·俾路支（英语：Siddiq Baloch），77歲，巴基斯坦記者兼政治經濟學家，死於胰腺癌。[153]
- 唐納德·林登貝爾（英語：Donald Lynden-Bell），82歲，英國天文學家。死於中風。[154]
- 馬蒂厄·里布萊（英语：Mathieu Riboulet），57歲，法國作家和電影導演，死於癌症。[155]
- 冯锦汶，93歲，中国最高人民检察院原党组成员、副检察长。[156]
- 江一郎，55岁，中国作家，中国作家协会会员，浙江省作家协会第八届委员会委员。[157]

### 4日
- 杨光治，79岁，中国作家，中国作家协会会员，花城出版社原副社长、编审。[158]
- 艾倫·貝克（英語：Alan Baker），78歲，英國數學家，1970年菲爾茲獎得主，死於中風。[159]
- 埃德溫·傑克遜（英语：Edwin Jackson (American football)），26歲，美國美式足球運動員（印第安纳波利斯小马、亚利桑那红雀），死於交通意外。[160]
- 謝默斯·帕蒂森（英语：Séamus Pattison），81歲，愛爾蘭政治人物，前爱尔兰众议院議員，死於柏金遜症。[161]
- 埃斯蒙德·布拉德利·馬丁（英語：Esmond Bradley Martin），76歲，美國籍野生動物製品走私調查員，遭殺害。[162]
- 約翰·馬洪尼（英語：John Mahoney），77歲，英國男演員。曾演出1993年美國電視劇《費氏話你知》。於芝加哥善終醫院病逝。[163]

### 3日
- 于元辅，91岁，原东北农学院副院长。[164]
- 費德里科·萊亞爾迪尼（英语：Federico Leardini），38歲，意大利財經記者，死於心臟病發。[165]
- 伯特·倫丁（英语：Bert Lundin），96歲，瑞典工會領袖。[166]
- 罗曼·菲利波夫（英语：Roman Filipov），33岁，俄罗斯空军飞行员，座机被“征服沙姆阵线”武装分子击落后阵亡。[167]

### 2日
- 闵英彬（朝鲜语：민영빈），86歲，韓國企業家，YBM（朝鲜语：YBM）（現LOEN娛樂）創立人。[168]
- 波阿斯·阿拉德（英语：Boaz Arad），61歲，以色列藝術家，自殺。[169]
- 戴夫·巴雷特（英语：Dave Barrett），87歲，加拿大政治人物，前不列颠哥伦比亚省省长，死於腦退化症。[170]
- 约瑟夫·波钦斯基（英語：Joseph Polchinski），63岁，美国理论物理学家，死於癌症。[171]
- 高木弘樹（日語：高木 弘樹），57歲，日本動畫工作者，曾任《BLEACH死神》等作品的作畫監督與原畫。[172]

### 1日
- 宿白，95岁，中国考古学家，北京大学考古系首任系主任，中国佛教考古和中华人民共和国考古教育的开创者。[173]
- 李克麟，75歲，中國大陸企業家，中國海運（集團）總公司前總裁（1997-2006）。有「中國集裝箱之父」之稱。病逝。[174]
- 李香華，73歲，原中國人民解放軍海軍东海舰队副司令员，浙江省军区正军职退休干部。[175]
- 蔡義本，77歲，台灣地震學家、曾任國立中央大學地球科學院院長。[176]
- 王东，84岁，中国摄影记者，《小平您好》照片拍摄者。[177]
- 菲德尔·卡斯特罗·迪亚兹-巴拉特（英语：Fidel Castro Díaz-Balart），68岁，古巴核子物理學家、前最高领导人菲德尔·卡斯特罗的长子，因抑郁症开枪自尽。[178]
- 弗蘭克·L·奧利弗（英语：Frank L. Oliver），95歲，美國政治人物，前宾夕法尼亚州众议院議員。[179]
- 帕勒·索倫森（英语：Palle Sørensen），90歲，丹麥殺人犯。[180]